# لويد فيليبس
لويد فيليبس (بالإنجليزية: Lloyd Phillips)‏ هو منتج أفلام نيوزيلندي، ولد في 14 ديسمبر 1949 في كيب تاون في جنوب أفريقيا، وتوفي في 25 يناير 2013 في لوس أنجلوس في الولايات المتحدة.

## وصلات خارجية
- لويد فيليبس على موقع IMDb (الإنجليزية)
- لويد فيليبس على موقع قاعدة بيانات الفيلم (الإنجليزية)